# Dora Kiskapusi
Dora Kiskapusi (ur. 18 lutego 1982) – węgierska szpadzistka.

## Życiorys
W swoim dorobku ma srebrny medal mistrzostw Europy (2004) w konkurencji drużynowej.